# Noche de los Poetas Asesinados
La Noche de los Poetas Asesinados (Ночь казнённых поэтов) se refiere a la noche del 12 a 13 de agosto de 1952, cuando trece de los más destacados escritores, poetas, artistas, músicos, y actores yidis de la Unión Soviética fueron ejecutados en secreto bajo órdenes de Iósif Stalin en el sótano de la prisión Lubyanka en Moscú.

## Víctimas

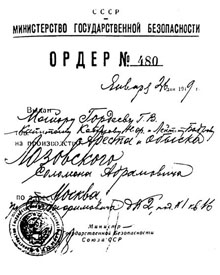
Orden de arresto de Solomón Lozovski.

Estos artistas habían formado parte del Comité Judío Antifascista durante la Segunda Guerra Mundial. Todos fueron acusados de conspirar para crear un estado judío en Crimea, desde donde los Estados Unidos, supuestamente, luego invadirían a la Unión Soviética. También fueron acusados de practicar el "nacionalismo burgués". Entre las víctimas estuvieron: 
- Péretz Márkish
- David Bergelson
- Itzik Feffer
- Leyb Kvitko
- David Hofstein
- Benjamin Zuskin
- Solomón Lozovski
- Borís Shimelióvich

Un décimo cuarto acusado, Solomón Bregman, evitó ser ejecutado al morir poco antes. Otra condenada, la científica Lina Stern, no fue ejecutada ya que el Buró Político del Comité Central del Partido Comunista de la Unión Soviética no recomendó su ejecución.

## Consecuencias
Iósif Stalin continuó su opresión de los judíos con el Complot de los médicos. Semanas después de la muerte de Stalin, el 5 de marzo de 1953, la nueva dirección soviética renunció al complot de los médicos, lo que generó dudas sobre la situación similar con los acusados de Comité Judío Antifascista. Al descubrirse que gran parte del testimonio del juicio fue resultado de tortura y coerción, se reexaminó el proceso. El 22 de noviembre de 1955, el Colegio Militar de la Corte Suprema de la Unión Soviética determinó que "no había fundamento en los cargos" contra los acusados y cerró el caso. 
Muchos de los miembros sobrevivientes del Comité Judío Antifascista emigraron a Israel en la década de 1970. En 1977 se dedicó un memorial a las víctimas de la JAC en Jerusalén, en el 25 aniversario de la Noche de los Poetas Asesinados.  El aniversario de los asesinatos fue conmemorado por los activistas del Movimiento Judío Soviético en las décadas de 1960 a 1980 como un ejemplo de un acto antijudío particularmente sombrío por parte de los soviéticos.